# آبشار کوشونا
آبشار کوشونا (به لاتین: Koćuša) یک آبشار در بوسنی و هرزگوین است که در City of Ljubuški واقع شده‌است.